# 2260 Neoptolemus
2260 Neoptolemus là một tiểu hành tinh Jupiter Trojan quay trong điểm Lagrang 4 trong hệ Mặt Trời-Sao Mộc. Nó được đặt theo tên vị anh hùng Hy Lạp Neoptolemus, con trai của Achilles. Nó được phát hiện tại Purple Mountain Observatory ở Nam Kinh, Trung Quốc ngày 26 tháng 11 năm 1975.